# Zonoedro

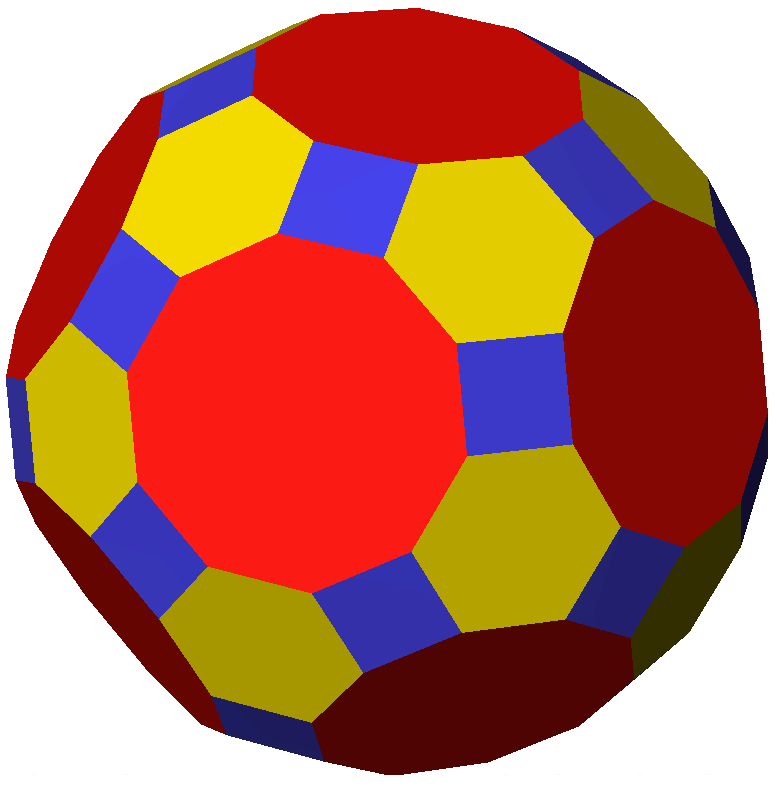
Grande rombicosidodecaedro

In geometria, lo zonoedro è un poliedro convesso in cui ogni faccia è un poligono dotato di simmetria centrale, ovvero invariante rispetto ad una rotazione di 180° con centro in un suo punto interno (centro del poligono). 

## Esempi
I poligoni regolari con simmetria centrale sono tutti e soli i pologoni regolari con un numero pari di lati: questo consente di enumerare facilmente gli zonoedri con facce regolari.
- Dei solidi platonici solo il cubo è uno zonoedro.
- Dei solidi archimedei sono zonoedri solo l'ottaedro troncato, il cubottaedro troncato e l'icosidodecaedro troncato.
- I prismi aventi come basi due poligoni regolari con un numero pari di lati e con facce laterali quadrate forniscono una successione infinita di zonoedri. Ciascuno di questi solidi è regolare sui vertici, cioè in tutti i suoi vertici incidono tre spigoli tutti della stessa lunghezza.

Due zonoedri significativi appartengono all'insieme dei duali dei solidi Archimedei: si tratta del dodecaedro rombico e del triacontaedro rombico.  
Un altro zonoedro è l'enneacontaedro rombico.

## Proprietà
Gli zonoedri sono caratterizzati dal fatto di essere somme di Minkowski di segmenti. Questa caratterizzazione permette di estendere la definizione a un numero qualsiasi di dimensioni e di introdurre gli zonotopi. Da questo punto di vista gli zonoedri sono zonotopi in tre dimensioni, mentre i parallelogrammi sono zonotopi in due dimensioni.
Si dice zonoedro equilatero ogni zonoedro con gli spigoli tutti della stessa lunghezza.
Ogni poliedro convesso le cui facce sono tutte dei parallelogrammi è uno zonoedro.